# Borohidruro de litio
El borohidruro de litio (LiBH4) es un borohidruro conocido en síntesis orgánica como agente reductor de ésteres. Aunque es menos común que el borohidruro de sodio, la sal de litio ofrece algunas ventajas, ya que es un agente reductor más potente y muy soluble en éteres, y su manipulación es más segura que la del hidruro de litio y aluminio.

## Preparación
El borohidruro de litio puede prepararse mediante la reacción de metátesis, que se produce al moler el borohidruro de sodio y el bromuro de litio más comúnmente disponibles:
   NaBH4 + LiBr → NaBr + LiBH4
Alternativamente, puede sintetizarse tratando trifluoruro de boro con hidruro de litio en éter dietílico:
   BF3 + 4 LiH → LiBH4 + 3 LiF

## Reacciones
El borohidruro de litio es útil como fuente de hidruro (H-). Puede reaccionar con una serie de sustratos carbonílicos y otras estructuras de carbono polarizadas para formar un enlace hidrógeno-carbono. También puede reaccionar con sustancias ácidas de Brønsted-Lowry (fuentes de H+) para formar hidrógeno gaseoso.

### Reacciones de reducción
Como agente reductor de hidruros, el borohidruro de litio es más potente que el borohidruro de sodio pero más débil que el hidruro de litio y aluminio. A diferencia del análogo de sodio, puede reducir ésteres a alcoholes, nitrilos y amidas primarias a aminas, y puede abrir epóxidos. La reactividad mejorada en muchos de estos casos se atribuye a la polarización del sustrato carbonilo por complejación con el catión litio. A diferencia del análogo de aluminio, no reacciona con grupos nitro, ácidos carbámicos, haluros de alquilo o amidas secundarias y terciarias. 

### Generación de hidrógeno
El borohidruro de litio reacciona con el agua para producir hidrógeno. Esta reacción puede utilizarse para la generación de hidrógeno.
Aunque esta reacción suele ser espontánea y violenta, se pueden preparar soluciones acuosas algo estables de borohidruro de litio a baja temperatura si se utiliza agua destilada y desgasificada y se evita cuidadosamente la exposición al oxígeno.

## Almacenamiento de energía

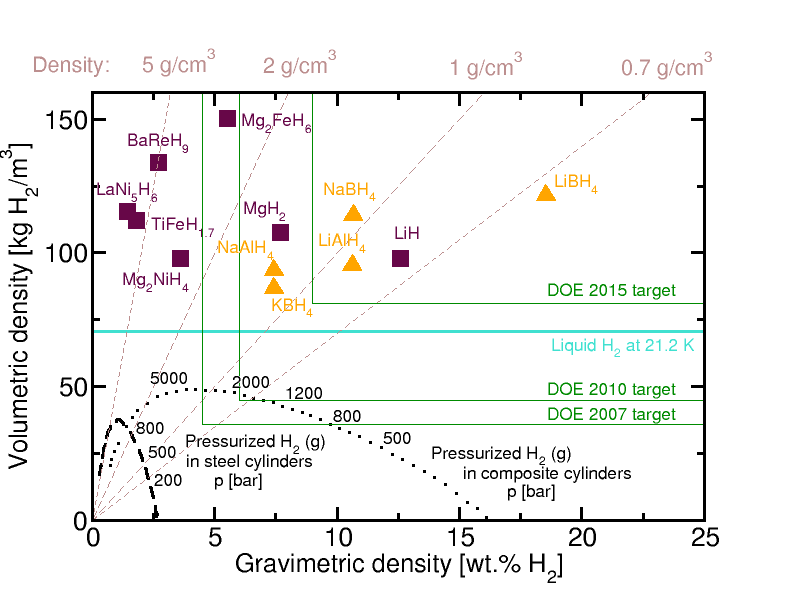
Densidad energética volumétrica frente a gravimétrica

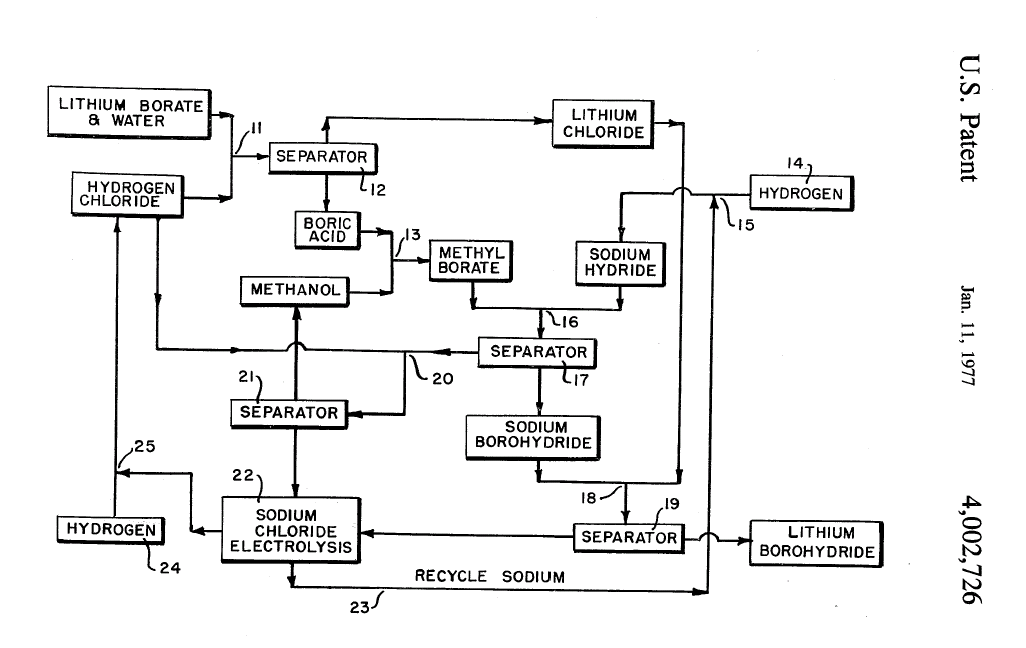
Esquema del reciclado del borohidruro de litio. Los insumos son borato de litio e hidrógeno.

El borohidruro de litio es conocido como uno de los vectores energéticos químicos de mayor densidad energética. Aunque actualmente carece de importancia práctica, el sólido libera 65 MJ/kg de calor al ser tratado con oxígeno atmosférico. Dado que tiene una densidad de 0,67 g/cm3, la oxidación del borohidruro de litio líquido da 43 MJ/L. En comparación, la gasolina da 44 MJ/kg (o 35 MJ/L), mientras que el hidrógeno líquido da 120 MJ/kg (o 8,0 MJ/L) La alta densidad energética específica del borohidruro de litio lo ha convertido en un candidato atractivo para proponer como combustible de automóviles y cohetes, pero a pesar de la investigación y la promoción, no se ha utilizado ampliamente. Como ocurre con todos los vectores energéticos basados en hidruros químicos, el borohidruro de litio es muy complejo de reciclar (es decir, de recargar) y, por tanto, adolece de una baja eficiencia de conversión energética. Mientras que baterías como las de iones de litio tienen una densidad energética de hasta 0,72 MJ/kg y 2,0 MJ/L, su eficiencia de conversión CC-CC puede llegar al 90%. Dada la complejidad de los mecanismos de reciclaje de los hidruros metálicos, estas eficiencias de conversión energética tan elevadas no resultan prácticas con la tecnología actual.
| Sustancia               | Energía específica, MJ/kg | Densidad, g/cm3 | Densidad energética, MJ/L |
| ----------------------- | ------------------------- | --------------- | ------------------------- |
| LiBH4                   | 065.20                    | 0.6660          | 43.4                      |
| Gasolina normal         | 044.00                    | 0.7200          | 34.8                      |
| Hidrógeno líquido       | 120.00                    | 0.0708          | 8                         |
| Batería de ion de litio | 000.72                    | 2.8000          | 2                         |